# Tanius
Tanius là một chi khủng long, được Wiman mô tả khoa học năm 1929.